# Jerzy Machaj

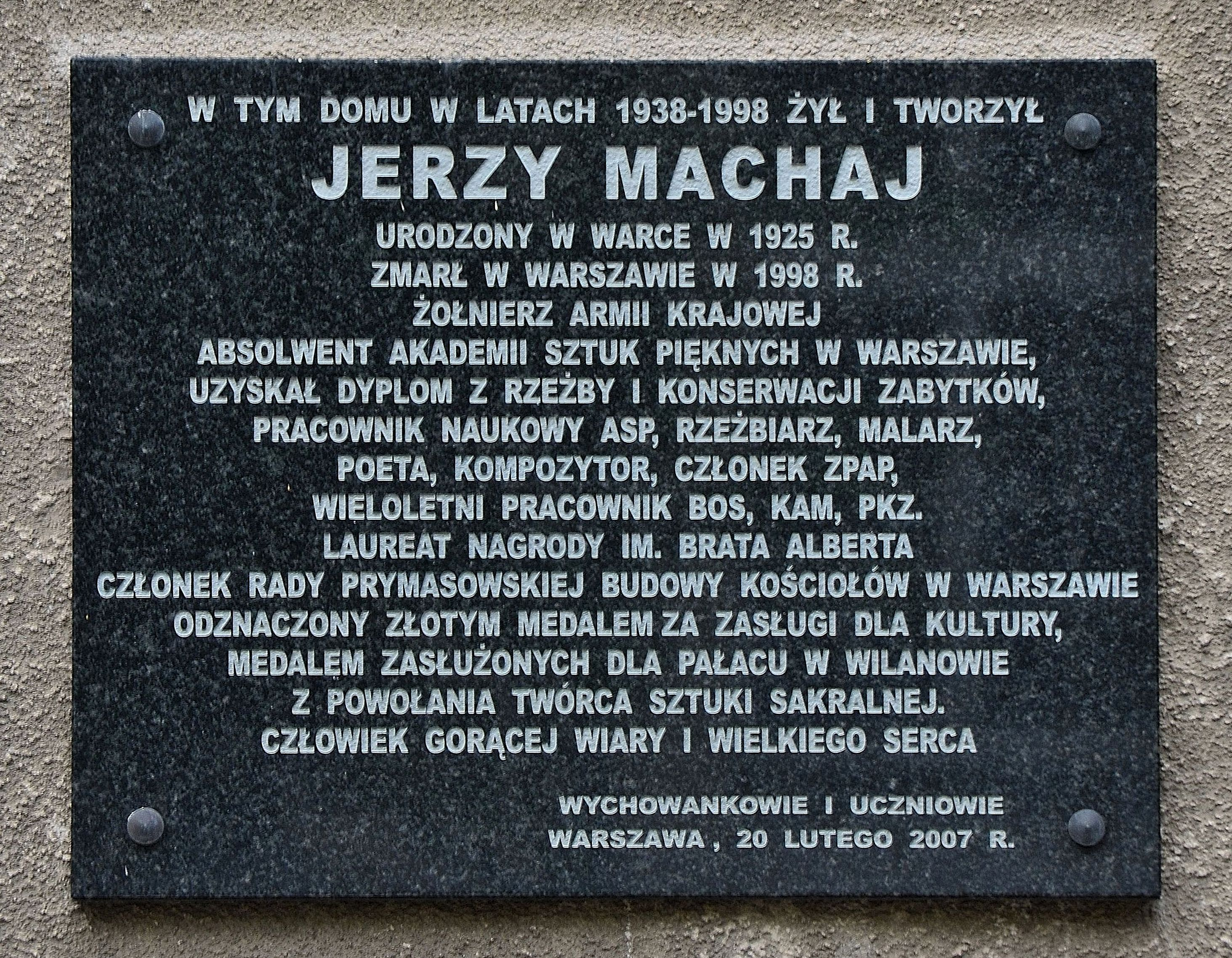
Tablica pamiątkowa przy ul. Zagórnej 12 w Warszawie

Jerzy Machaj (ur. 1925 w Warce, zm. 1998) – artysta rzeźbiarz i konserwator zabytków.

## Życiorys
Brał udział w projektach konserwatorskich m.in. w Łazienkach Królewskich i pałacu w Wilanowie. Członek Związku Polskich Artystów Plastyków. Długoletni członek Rady Prymasowskiej Budowy Kościołów, członek Komisji Artystyczno-Architektonicznej Warszawskiej Kurii Metropolitalnej. Projektant i wykonawca wielu wnętrz kościołów i kaplic, twórca obrazów o tematyce maryjnej, rzeźbiarz krucyfiksów, m.in. w  siedzibie Sekretariatu Episkopatu Polski.
Był także poetą. Pozostawił po sobie wspomnienia spisane w formie wierszowanej, jest w nich  wiele przemyśleń na temat człowieka, wiary i współczesnych postaw życiowych oraz wiele strof poświęconych Warce i jej okolicy.

## Upamiętnienie
W 2007 w kościele św. Mikołaja w Warce wmurowano tablicę upamiętniającą Jerzego Machaja oraz odsłonięto tablicę pamiątkową przy ulicy Zagórnej 12 w Warszawie, gdzie w latach 1938−1998 mieszkał.